# Масимов, Самир Ибрагим оглы
Масимов Самир Ибрагим оглы (азерб. Samir İbrahim oğlu Məsimov; 25 августа 1995, Баку, Азербайджан) — российский и азербайджанский футболист, полузащитник, нападающий.

## Клубная карьера
Воспитанник московского «Локомотива». В сезонах 2012/13 и 2013/14 выступал за дубль, сыграл в девятнадцати встречах и забил восемь голов в молодёжном первенстве.
Зимой 2014 года перебрался в «Нефтчи», подписав контракт сроком на пять лет. Его дебют в чемпионате Азербайджана состоялся 2 февраля в матче против «Симурга». 22 мая вышел на финальную игру Кубка Азербайджана с «Габалой», в которой забил единственный гол (основное время закончилась ничьей 1:1, в серии пенальти «Нефтчи» выиграл).
С августа 2018 года выступал в азербайджанской команде «Кешля».

## Карьера в сборной
Выступал за юношеские сборные Азербайджана.